# Fred Fisher (cầu thủ bóng đá, sinh năm 1910)
Frederick Fisher (1910 – Không rõ) là một cầu thủ bóng đá người Anh thi đấu ở Football League cho Clapton Orient, Gillingham, Mansfield Town, Notts County, Swindon Town và Torquay United.